# Zuid-Drentsche Voetbalbond
De Zuid-Drentsche Voetbalbond, opgericht in december 1921, was een regionale voetbalbond in Zuid-Drenthe. Het doel van de oprichting was: de voetbalsport ook onder jongere en zwakkere elftallen te bevorderen door het spelen van eener competitie.
Op 3 januari 1926 fuseerde de bond samen met de Veenkoloniale Voetbalbond tot de Drentse Voetbalbond.